# Klewor
Klewor is een bestuurslaag in het regentschap Boyolali van de provincie Midden-Java, Indonesië. Klewor telt 2514 inwoners (volkstelling 2010).